# Euryusa brachelytra
Euryusa brachelytra – gatunek chrząszcza z rodziny kusakowatych i podrodziny rydzenic. Zamieszkuje środkową część Europy.

## Taksonomia
Gatunek ten opisany został po raz pierwszy w 1851 roku przez Hellmutha von Kiesenwettera.

## Morfologia
Chrząszcz o wydłużonym ciele długości od 2,4 do 2,8 mm. Wierzch ciała porasta owłosienie. Głowa jest ciemnorudobrązowa. Czułki mają kolor rudożółty do jasnordzawoczerwonego, a ich przedostatni człon jest znacznie szerszy niż długi. Przedplecze jest szerokie, znacznie szersze od głowy, płaskie, dyskowate, rdzawobrązowo ubarwione, o całkowicie prostej tylnej krawędzi. Pokrywy są rdzawobrązowe, znacznie krótsze od przedplecza, na tylnej krawędzi koło kątów zewnętrznych głęboko wcięte. Powierzchnia przedplecza i pokryw jest bardzo drobno i gęsto punktowana oraz drobno i gęsto owłosiona. Odnóża mają kolor rudożółty do jasnordzawoczerwonego Odwłok jest rdzawobrązowy z ciemniejszymi podstawami tergitów czwartego i piątego. Punktowanie odwłoka jest bardzo drobne i dość gęste, na tergitach czwartym i piątym nieznacznie bardziej rozproszone niż na tergitach przednich.

## Ekologia i występowanie
Owad rozmieszczony obszarach podgórskich i górskich. Bytuje w murszejącym drewnie starych drzew, pod luźną korą, a najczęściej w mrowiskach mrówek z rodzajów Lasius i Myrmica.
Gatunek palearktyczny, europejski. Rozmieszczony jest w łuku Karpat, na zachodzie Alp i na północy Bałkanów. Znany jest z Austrii, Polski, Czech, Słowacji, Węgier, Ukrainy, Rumunii, Chorwacji oraz Bośni i Hercegowiny.